# 광남고등학교 (전남)
광남고등학교(光南高等學校)는 대한민국 전라남도 나주시 남평읍 교원리에 있는 사립 고등학교이다.

## 학교 연혁
- 1977년 6월 20일 : 학교법인 홍복학원 설립 인가
- 1984년 11월 27일 : 광남고등학교 18학급 설립 인가
- 1985년 3월 1일 : 초대 서복영 교장 취임
- 1985년 3월 13일 : 광남고등학교 개교
- 1996년 2월 1일 : 학교법인 하남학원 전입
- 2023년 3월 2일 : 광남체육관 개관
- 2025년 1월 10일 : 제38회 졸업식(졸업생 수 31명, 총 졸업생 수 4,419명)
- 2025년 3월 1일 : 제6대 서희정 교장 취임
- 2025년 3월 4일 : 2025학년도 입학식

## 참고 자료
- 광남고등학교 - 한국교육학술정보원 학교알리미